# Новозаитово
Новозаитово (баш. Яңы Заһит) — деревня в Гафурийском районе Башкортостана, входит в состав Саитбабинского сельсовета. 

## Население
| 2002 | 2009 | 2010 |
| ---- | ---- | ---- |
| 1    | ↘0   | →0   |

## Географическое положение
Расстояние до:
- районного центра (Красноусольский): 25 км,
- центра сельсовета (Саитбаба): 7 км,
- ближайшей ж/д станции (Белое Озеро): 80 км.

## Известные уроженцы
- Акбашев, Кабир Мухаметшарипович (род. 1932) — башкирский драматург, прозаик, член Союза писателей Башкирской АССР (1990), заслуженный работник культуры Республики Башкортостан (2000), лауреат премий имени Гали Ибрагимова (1998) и Джалиля Киекбаева.